# Dorotea de Simmern
La condesa palatina Dorotea de Simmern (6 de enero de 1581-18 de septiembre de 1631) fue una condesa palatina de Simmern por nacimiento y princesa de Anhalt-Dessau por matrimonio.

## Biografía
Dorotea nació en Kaiserslautern, el único vástago sobreviviente del Conde Palatino Juan Casimiro de Simmern (1543-1592) de su matrimonio con Isabel (1552-1590), hija del Elector Augusto de Sajonia.
Se casó el 21 de febrero de 1595 en Heidelberg con el Príncipe Juan Jorge I de Anhalt-Dessau (1567-1618). Era su segunda esposa. Fue llevada al altar por su custodio, el Elector Palatino Federico IV. Bajo su influencia, su marido se convirtió abiertamente al Calvinismo en 1596. Tras la muerte de su marido, se retiró a su sede de viuda en el Castillo de Sandersleben.
Fue miembro de la Sociedad Virtuosa bajo el sobrenombre de die Gastfreie ("la Hospitalaria").
Dorotea murió en Sandersleben, a la edad de 50 años, y fue enterrada en la Iglesia de Santa María en Dessau. Sus dos hijos mayores añadieron una lápida a su tumba en 1631.

## Descendencia
De su matrimonio Dorotea tuvo los siguientes hijos:
1. Príncipe Juan Casimiro de Anhalt-Dessau (Dessau, 7 de septiembre de 1596 - Dessau, 15 de septiembre de 1660)
2. Ana Isabel (Dessau, 5 de abril de 1598 - Tecklenburg, 20 de abril de 1660), casada el 2 de enero de 1617 con el Conde Guillermo Enrique de Bentheim-Steinfurt.
3. Federico Mauricio (Dessau, 18 de febrero de 1600 - Lyon, 25 de agosto de 1610)
4. Leonor Dorotea (Dessau, 16 de febrero de 1602 - Weimar, 26 de diciembre de 1664), casada el 23 de mayo de 1625 con el Duque Guillermo de Sajonia-Weimar.
5. Sibila Cristina de Anhalt-Dessau (Dessau, 11 de julio de 1603 - Hanau, 21 de febrero de 1686), casada primero el 26 de diciembre de 1627 con el Conde Felipe Mauricio de Hanau-Münzenberg, y en segundo lugar el 13 de mayo de 1647 con el Conde Federico Casimiro de Hanau-Lichtenberg.
6. Enrique Waldemar (Dessau, 7 de noviembre de 1604 - Dessau, 25 de septiembre de 1606)
7. Jorge Ariberto (Dessau, 3 de junio de 1606 - Wörlitz, 14 de noviembre de 1643)
8. Cunigunda Juliana (Dessau, 17 de febrero de 1608 - Rotenburg, 26 de septiembre de 1683), casada el 2 de enero de 1642 con el Landgrave Herman IV de Hesse-Rotenburg.
9. Susana Margarita (Dessau, 23 de agosto de 1610 - Babenhausen, 13 de octubre de 1663), casada el 16 de febrero de 1651 con Juan Felipe de Hanau-Lichtenberg.
10. Juana Dorotea (Dessau, 24 de marzo de 1612 - Tecklenburg, 26 de abril de 1695), casada el 9 de febrero de 1636 con el Conde Mauricio de Bentheim-Tecklenburg (un sobrino de su cuñado Guillermo Enrique).
11. Eva Catalina (Dessau, 11 de septiembre de 1613 - Dessau, 15 de diciembre de 1679).

## Descendencia real
- Loa actuales monarcas Isabel II del Reino Unido, Carlos XVI Gustavo de Suecia, Felipe VI de España, Harald V de Noruega, Beatriz de los Países Bajos, Margarita II de Dinamarca, Felipe de Bélgica y Enrique de Luxemburgo son todos descendientes directos de ella.